# Emily Bear
Emily Jordan Bear (Rockford, 30 agosto 2001) è una pianista statunitense.
Emily Jordan Bear è una compositrice, pianista, cantautrice, cantante americana e vincitrice di un Grammy Award.
Lei e Abigail Barlow hanno vinto il Grammy Award nella categoria Best Musical Theatre Album per The Unofficial Bridgerton Musical.
Il talento di Emily Bear è stato instillato all'età di 2 anni da sua nonna, che ha ottenuto un Master in Piano Performance e insegna ancora pianoforte.
Emily Bear ha ricevuto le sue prime lezioni di pianoforte all'età di 4 anni, con la sua insegnante Mary Sauer, che fino a pochi anni fa era musicista nella Chicago Symphony Orchestra.
Inoltre, negli anni successivi ha preso lezioni alla Juilliard School da Vada Kaplinski e al dipartimento jazz di Frank Kimbrough. A volte frequentava le stesse classi di Jon Batiste.
Si è scoperto presto che il più grande interesse di Emily Bear risiedeva nel campo della musica da film. Ha ricevuto lezioni dal capo del dipartimento di musica da film alla New York University Ron Sadoff.
All'età di 5 anni ha suonato il suo primo concerto al Ravinia Festival. All'età di 6 anni ha suonato il 23º Concerto per pianoforte di Mozart. Nel 2008 ha suonato per George W. Bush alla Casa Bianca.
Alla fine del 2014 ha eseguito per la prima volta Rapsodia in blu di George Gershwin.
Durante quegli anni, è apparsa diverse volte come ospite al The Ellen DeGeneres Show.
Nel 2008 e nel 2015 vinse un ASCAP Morton Gould Young Composer Competition award per le sue composizioni.
Nel 2016 et 2017 vinse un  ASCAP Herb Alpert Young Jazz Composers Award
Uno dei suoi mentori è stato Quincy Jones da quando aveva 10 anni. Nel 2012 ha prodotto il loro album jazz Diversity.
Nel 2015 Emily si è esibita con il suo trio jazz in 3 concerti al Jazzopen di Stoccarda.
Nel 2017, è diventata la più giovane interprete della storia a far parte del Night of the Proms Tour. Gli altri headliner erano Peter Cetera, Roger Hodgson, Melanie C., i Culcha Candela, John Miles e nei Paesi Bassi e in Belgio Joss Stone.
Nel maggio 2017, all'età di 15 anni, si è diplomata summa cum laude al liceo con 2 anni di anticipo.
Sempre nel maggio 2017, ha ricevuto la più alta onorificenza dell'Illinois, l'Order of Lincoln.
Nel 2018 ha ricevuto la ASCAP Abe Olman Scholarship (Songwriters Hall of Fame).
Nel giugno 2019 è stata nuovamente ospite al The Ellen DeGeneres Show, dove è apparsa anche come cantante con la sua canzone Dancin. Poco dopo ha pubblicato il suo primo EP pop Emotions, prodotto da Toby Gad.
È membro fondatore del consiglio di amministrazione della Songwriters & Composers Wing della Recording Academy, insieme a Carole King, Diane Warren e Hans Zimmer.
Emily Bear è sotto contratto con una delle principali agenzie di musica per film del mondo da quando aveva 16 anni e compone per Disney, Netflix e altri.
Per il 50º anniversario del Walt Disney World Resort, ha orchestrato una canzone della musicista e produttrice musicale Alana da Fonseca per conto della Disney come la nuova sigla "Magic is Calling" che sarà presente in tutti i parchi a tema di Orlando, località della Florida. Una propria canzone "Every Wish Deserves a Dream" è stata utilizzata come inno/sigla del Tokyo DisneySea dal novembre 2022, cantata dalla cantante giapponese Misia. Bear ha scritto la canzone insieme a Toby Gad, Lindy Robbins e Ruth-Anne Cunningham.
Ha anche fatto parte della musica composta da Inon Zur per la quarta parte della serie di giochi per computer di Benoît Sokal Syberia, Syberia: The World Before.
Come parte di un progetto musicale di Bridgerton nel 2021, ha lavorato con la cantante Abigail Barlow. Il progetto di composizione ha prodotto un concept album non ufficiale,che ha raggiunto il primo posto nelle classifiche pop di iTunes negli Stati Uniti e il decimo di tutti gli album su iTunes in tutto il mondo. Bear e Barlow hanno partecipato poi alla celebrazione del 50º anniversario del Kennedy Center insieme a Darren Criss e si sono esibite, tra le altre cose, davanti alla First Lady Jill Biden. La prima mondiale dell'album ha avuto luogo al Kennedy Center con la partecipazione della National Symphony Orchestra sotto la direzione di Steven Reineke. Bear e Barlow sono state premiate ai Grammy Awards del 2022 per il loro album The Unofficial Bridgerton Musical.
La sua colonna sonora per Life Centered: The Helen Jean Taylor Story ha vinto un Emmy Award regionale nell'area di Los Angeles il 23 luglio 2022. Ha anche scritto la musica per il film 
Dog Gone - Lo straordinario viaggio di Gonker di Stephen Herek, uscito nel gennaio 2023.
All'inizio di febbraio 2024, la Disney ha annunciato che Bear e Barlow sarebbero state responsabili delle canzoni di Oceania 2,  che uscirà nei cinema il 27 novembre 2024, succedendo a Lin-Manuel Miranda, che ha scritto le canzoni del primo film. Secondo l’Hollywood Reporter, la Disney metterà due delle sue canzoni in corsa per l’Oscar 2025.
A metà agosto 2024, è stato annunciato che Bear aveva composto anche la musica per il film K-Pops, il debutto alla regia del musicista Anderson Paak. La sua musica da film è stata elogiata come una "colonna sonora killer" su RogerEbert.com. Ha composto la colonna sonora per la commedia romantica natalizia Our Little Secret del regista Stephen Herek distribuito su Netflix il 27 novembre 2024. È la seconda collaborazione per Netflix dopo Dog Gone.

## Discografia
- Five Years Wise (2007)
- The Love In Us (2008)
- Once Upon A Wish (2008)
- Always True (2009)
- Hope (2010)
- Diversity (2013)
- Into the Blue (EP) (2017)
- Emotions (EP) (2019)
- The Unofficial Bridgerton Musical (2021) con Abigail Barlow